# Loogootee (Indiana)
Loogootee est une ville du comté de Martin, dans l’État de l’Indiana, aux États-Unis. Sa population s’élevait à 2 751 habitants lors du recensement de 2010.

## Prononciation du toponyme
Les Hoosiers prononcent le toponyme [ləˈɡoʊtiː].

## Source
- (en) Cet article est partiellement ou en totalité issu de l’article de Wikipédia en anglais intitulé « Loogootee, Indiana » (voir la liste des auteurs).